# 양원루
양원루(중국어 간체자: 杨文璐, 정체자: 楊文璐, 병음: Yáng Wénlù, 한자음: 양문로, 1991년 1월 13일~)는 중화인민공화국의 권투 선수로 2024년 하계 올림픽 여자 웰터급 종목에서 은메달을 획득했다.